# Podocarpus cunninghamii
Podocarpus cunninghamii là một loài thực vật hạt trần trong họ Thông tre. Loài này được Colenso miêu tả khoa học đầu tiên năm 1884. Chúng chỉ được tìm thấy ở New Zealand. 